# His Evil Genius
His Evil Genius è un cortometraggio muto del 1913 diretto da Frank Wilson.

## Trama
Un ubriacone fa una rapina in una casa dove si scontra con la cameriera. Scopre che questi non è altri che la moglie che lui pensava di aver ucciso.

## Produzione
Il film fu prodotto dalla Hepworth.

## Distribuzione
Distribuito dalla Hepworth, il film - un cortometraggio in due bobine - uscì nelle sale cinematografiche britanniche il 27 aprile 1913. È conosciuto anche con il titolo At the Prompting of the Devil.
Il film, prodotto dalla Hepworth, fu distrutto nel 1924 dallo stesso produttore, Cecil M. Hepworth. Fallito, in gravissime difficoltà finanziarie, il produttore pensò in questo modo di poter almeno recuperare il nitrato d'argento della pellicola.